# María Graciela de la Rosa
María Graciela De la Rosa (Laguna Blanca, Formosa, 22 de julio de 1955) es una política y economista argentina. Es auditora general de la Nación desde el año 2017 al 2025 por resolución de la Cámara de Senadores de la Nación.
Se recibió de Licenciada en Economía en 1987 y fue diputada provincial por el Partido Justicialista en la Cámara de Diputados de la Provincia de Formosa, diputada nacional por el Partido Justicialista, en dos períodos, y senadora de la Nación por la Provincia de Formosa.
Fue militante de la Juventud Peronista y presa política del último golpe de Estado cívico-militar.

## Biografía
De la Rosa nació el 22 de julio de 1955, en Laguna Blanca, provincia de Formosa, Argentina. Cursó 1er grado en la ciudad de Goya, Corrientes; y el resto de los años, incluido el secundario en El Colorado, Formosa.
En 1987, se recibió de Licenciada en Economía en la Universidad Nacional del Nordeste, Facultad de Ciencias Económicas de Resistencia, Chaco, Argentina.

## Militancia en los '70
En los años 1970, militó activamente en la Juventud Peronista de la Provincia de Buenos Aires. Luego del golpe de Estado cívico-militar que se dio el 24 de marzo de 1976, se mudó con su pareja Patricio Tierno (asesinado en la Masacre de Margarita Belén) a la ciudad de Resistencia, Chaco, con el fin de eludir la represión. Allí, el 15 de mayo de 1976, cuando tenía 20 años y un embarazo incipiente fue detenida junto con Tierno, que además era su compañero de militancia.
Estuvo detenida ilegalmente en la Brigada de Investigaciones de Chaco, donde fue torturada sistemáticamente. Luego la trasladaron a la Alcaldía de la misma provincia. Cuando la legalizaron como presa política, la llevaron a la cárcel de Villa Devoto, donde tuvo a su primer hijo en enero de 1977. Allí se enteró de que Patricio Tierno fue fusilado en la Masacre de Margarita Belén. En octubre de ese año, fue sometida a un régimen de libertad vigilada en Formosa.